# Centre pour la recherche et l'expérimentation maritimes de l'OTAN
Le Centre de recherche et d'expérimentation maritimes (CMRE), ancien Centre de recherche sous-marine de l'OTAN (NURC),  est une organisation de recherche et d'expérimentation scientifique de l'OTAN. Fondé en 1959, il organise et conduit des recherches scientifiques (théoriques et appliquées) et soutient le développement de technologies centrées sur le domaine maritime, dans les domaines de la défense et la sécurité, en favorisant la coopération entre les pays de l'OTAN, pour les besoins de l'Alliance. 
Le CMRE se considère comme un des leader mondiaux en océanographie, contre-mesures antimines, autonomie subaquatique, traitement du signal acoustique et reconnaissance automatique de cibles. 

## Domaines de recherche
Avec l'Agence d'information et de communication de l'OTAN (NCIA), le CMRE est à OTAN l'une des sources d’innovation notamment en termes de technologies émergentes et de technologies de rupture, conformément à une feuille de route pour la mise en œuvre des technologies émergentes et des technologies de rupture adoptée en décembre 2019 par les dirigeants des pays de l’OTAN. Ainsi l'intelligence artificielle, les armes autonomes, le big data, les biotechnologies, les nanotechnologies, le technologies quantiques, la cybersécurité, etc. mobilisent l'attention de l'OTAN, et en juillet 2020, l'OTAN s'est dotée d'un groupe consultatif sur les technologies émergentes et de rupture (EDT, regroupant 12 experts venus du secteur privé et du monde universitaire).
Le CMRE conduit notamment des projets de recherche dans les domaines suivants :
- Renseignement en mer, surveillance et reconnaissance du littoral
- Surveillance autonome ;
- Protection des ports et des navires ;
- Conscience de la situation maritime ;
- robots et drones subaquatiques (le centre accueille depuis 2010 à La Spezia, en Italie, la compétition SAUC-E depuis 2010, ce challenge européen met des équipes d'étudiants en compétition sur le thème des robots sous-marins autonomes (SAUC-E) ;
- préparation intelligente de l'espace de combat ;
- mitigation active des risques induits par le sonar
- détection et traitement de munitions immergées et autres déchets de guerre en mer

## Organisation
Le CMRE est un organe exécutif de l'Organisation pour la science et la technologie (STO) de l'OTAN, mais il se dit impartial et parfois « indépendant de l'OTAN ».
Sa directrice (2019) du CRME est la Dr Catherine Warner, de l'armée américaine. 
Le CRME dispose d'un personnel scientifique et technique de soutien. Ce personnel vient des États membres de l'OTAN. Les scientifiques travaillent au centre selon une base contractuelle avec une durée fixe (généralement trois ans avec une extension possible de deux ans).
Le centre peut organiser des partenariats public-privé (PPP), travailler avec le secteur privé, des universitaires et la société civile. 
Un "scientifique en chef" pilote tout le programme scientifique (poste parfois inoccupé).

## Installations

### Deux navires
Le CMRE dispose de deux petits navires militaires transformés en navire de recherches pour l'OTAN : 
# le NATO Research Vessel (NRV) Alliance ; 
1. le Coastal Research Vessel (CRV) Leonardo[8] Le NRV Alliance est un navire de 93 mètres mis en service en 1988. Sa double coque et son système de propulsion en font l'un des navires de recherche les plus silencieux au monde. Le plus petit CRV Leonardo[9], commandé en 2002, a été conçu pour mener des expériences dans des eaux moins profondes.

Outre leur mission scientifique du NURC, ces deux navires peuvent être affrétés pour des organisations commerciales ou gouvernementales au sein des pays de l'OTAN.

### Installations et équipements spécialisés de recherche
Ils incluent  : 
- une flotte d'AUV et d'autres véhicules et instruments sans pilote ;
- des installations d'assemblage de réseaux linéaires ;
- un laboratoire d'étalonnage océanographique, qui fournit l'étalonnage des instruments conformément à la norme World Ocean Circulation Experiment (WOCE) ;
- un site-laboratoire et banc d'essai sous-marin d'UXO situé à La Spezia en Italie, au Centre de recherche sous-marine du SACLANT (dit SACLANTCEN, SACLANT étant l'acronyme de l'ancien Commandement allié Atlantique)[1], permettant de travailler in situ sur le problème des munitions immergées et de leurs conséquences en termes de danger et pollution. Des expérimentations de plusieurs semaines peuvent y être conduites, avec l'appui, l'expérience et l'ingénierie, des espaces de laboratoire, des ateliers de mécanique et un soutien au déploiement de CRME. Ces services seront ouverts aux participants externes et aux utilisateurs finaux en encourageant la collaboration internationale[1]. Ce centre de recherche militaire, piloté par Stefano Biagini en 2019, offre la possibilité  d'y comparer divers systèmes robotisés et d'algorithmes, en environnement connu. Ces interventions robotisées visent notamment à protéger les plongeurs en milieu potentiellement dangereux ou contaminé[10],[1]. Le CMRE dit vouloir construire à La Spezia un « Hub UXO transatlantique américano-européen »[1] et « s'imposer comme un fournisseur d'expériences contrôlées en mer Méditerranée »[1]. Il dit (en 2021), préparer un atelier sur les premiers retours d'expérience de l'utilisation du banc de test CMRE UXO ; puis une conférence sur la détection, classification et identification des UXO. Mais le CMRE annonce ne diffuser les actes qu'au sein de l'OTAN et de la communauté militaire[1].

## Galerie d'images

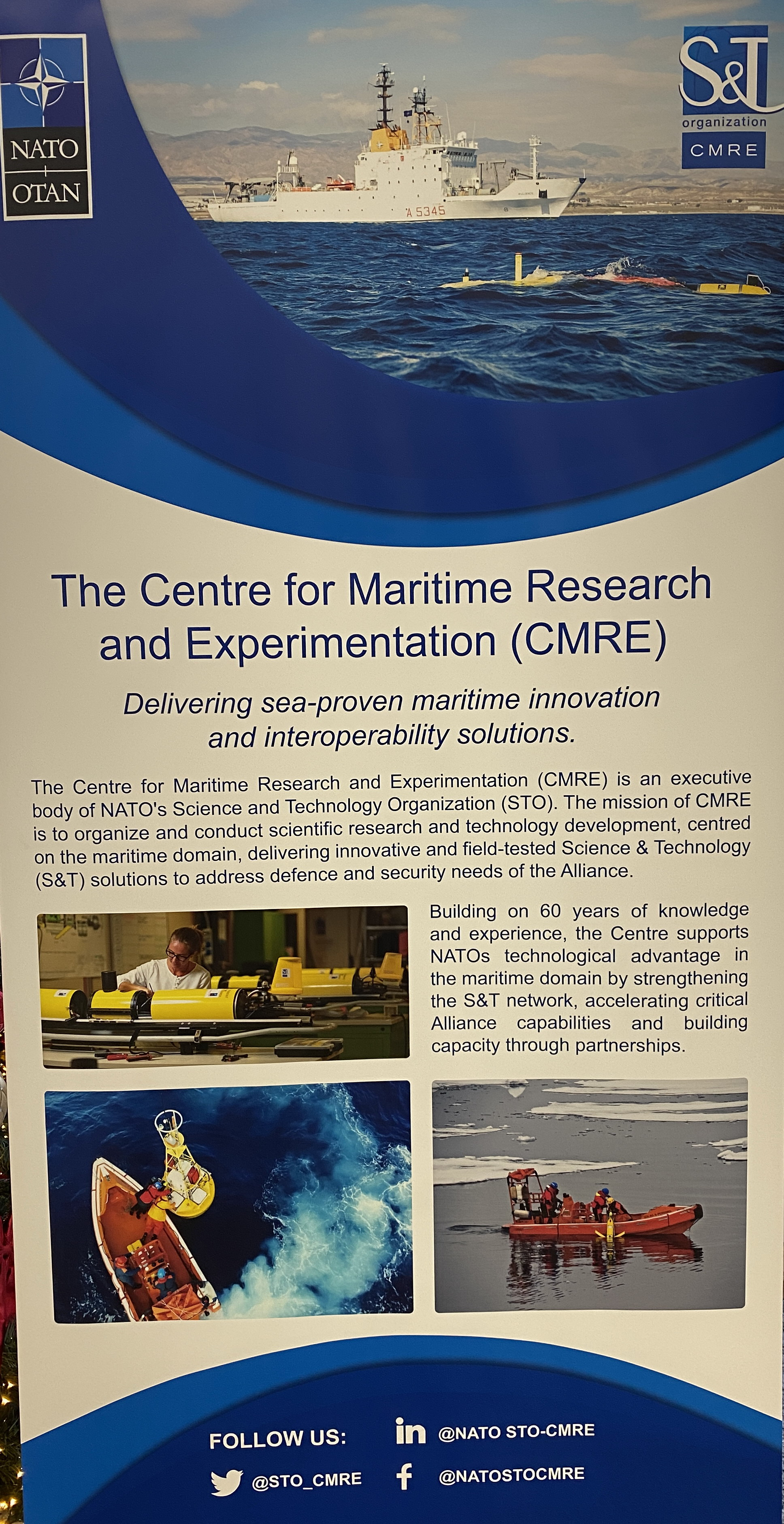
?
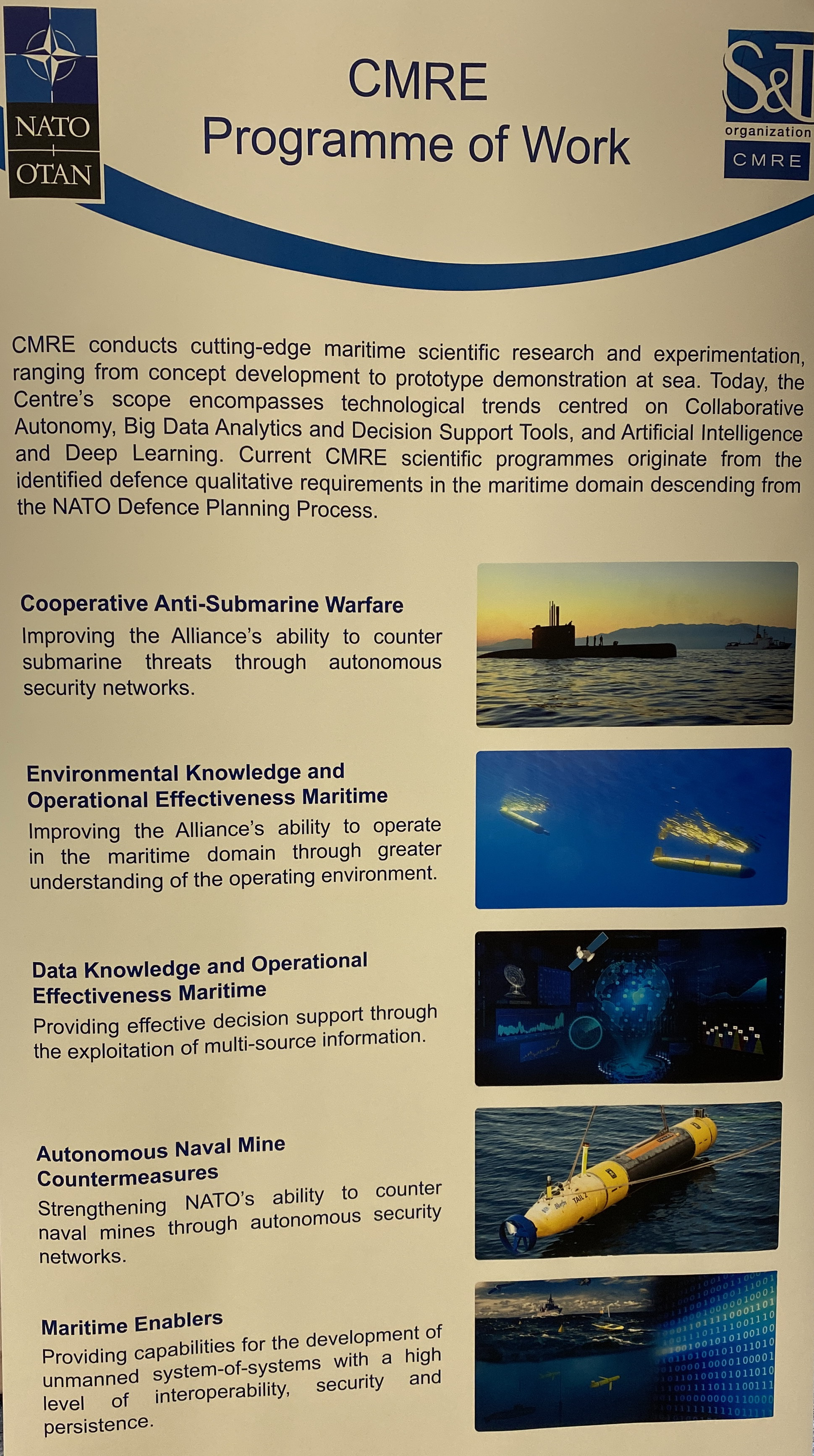
?
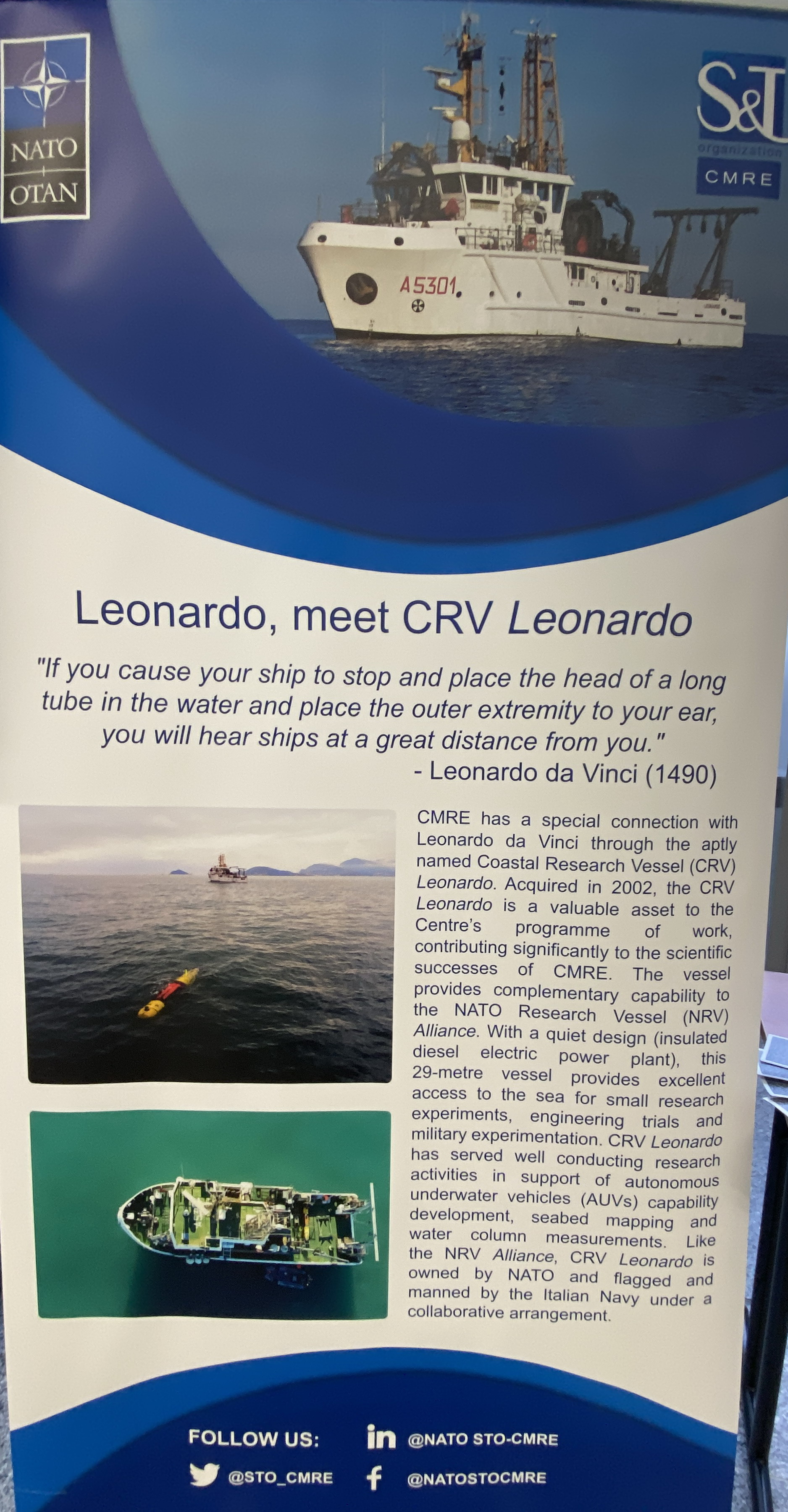
?